# Жан-Ламберт Талијен
Жан-Ламберт Талијен (фр. Jean-Lambert Tallien; Париз, 23. јануар 1767 — 16. новембар 1820.) је био француски политичар током револуционарног периода. 

## Биографија
Рођен је у Паризу као син мајордома Маркиза де Берција. Породица Талијен потиче из Италије. Пришао је Револуцији убрзо по њеном избијању. Био је непосредни учесник Септембарских масакра 1792. године. Уз помоћ Жоржа Дантона, Талијен је ушао у Национални конвент. Био је један од најенергичнијих јакобинаца, а истакао се у одбрани Жан Пола Маре. Гласао је за погубљење Луја XVI. Јануара 1793. године изабран је за члана Комитета јавне безбедности. Активно учествује у државном удару од 31. маја до 2. јуна 1793. године којим су жирондинци збачени са власти. Током јакобинског терора, Талијен делује у унутрашњости, у Бордоу. Узео је учешћа у Термидорској реакцији током које су са власти збачени Максимилијан Робеспјер, Сен-Жист, Кутон и остали јакобинци. Монтања губи утицај у Конвенту. Један је од најзначајнијих француских политичара периода који је успедио након јакобинске диктатуре, познатијем као Термидорски период. Уз Фрерона, Талијен је организатор застрашивања политичких противника тзв. "поштених људи" помоћу банди "златне младежи". Борио се за слободу говора. Талијенов утицај слаби током 1795. године. На почетку владавине Директоријума, Талијен губи политички значај, иако је седео у Већу пет стотина. На предлог Пола Бараса, Наполеон Бонапарта га је повео у своју експедицију у Египту. У Каиру је уређивао француски лист Décade Égyptienne. Жак Франсоа Мено вратио га је у Француску. Током повратка је заробљен од стране Енглеза и одведен у Лондон. Виговци су га тамо добро примили. У Француску се вратио 1802. године. Захваљујући Жозефу Фушеу и Шарлу Морису Таљерану, Талијен је именован конзулом у Аликантеу. Тамо је остао док није изгубио вид на једно око због жуте грознице. Доживео је Бурбонску рестаурацију 1815. године. Помилован је од стране новог краља те није протеран као други који су гласали за погубљење Луја XVI. Последње године провео је у сиромаштву. Био је приморан да прода своје књиге, како не би умро од глади. Био је приморан да од новог краља прихвати пензију од 100 суа како не би умро од глади. Умро је од лепре 1820. године.